# Béna
Pour les articles homonymes, voir Bena.
Béna est une localité dans le Cercle de Yélimané, une collectivité territoriale du Mali dans la région de Kayes.